# Royal Society of Western Australia
La Royal Society of Western Australia (RSWA) promueve la ciencia en Australia Occidental.
La Royal Society of Western Australia fue fundada en 1914. Publica el Journal of the Royal Society of Western Australia, y tiene adjudicada la Medalla de la Royal Society de Australia Occidental (también conocido incorrectamente como la Medalla Kelvin) de forma ocasional desde 1924.